# Добжень-Вельки (гмина)
Добжень-Вельки (пол. Dobrzeń Wielki) — сельская гмина (волость) в Польше, входит как административная единица в Опольский повет (силезский), Опольское воеводство. Население — 14 131 человек (на 2004 год).

## Демография
| Перепись                       | Всего   | Всего | Женщины | Женщины | Мужчины | Мужчины |
| ------------------------------ | ------- | ----- | ------- | ------- | ------- | ------- |
| Единицы                        | человек | %     | человек | %       | человек | %       |
| Население                      | 14 131  | 100   | 7342    | 52      | 6789    | 48      |
| Плотность населения (чел./км²) | 154,6   | 154,6 | 80,3    | 80,3    | 74,3    | 74,3    |

## Соседние гмины
1. Гмина Домброва
2. Гмина Лубняны
3. Гмина Мурув
4. Ополе
5. Гмина Покуй
6. Гмина Попелюв